# Tótújfalu
Tótújfalu (horvátul: Novo Selo) község Somogy vármegyében, a Barcsi járásban.

## Fekvése
Somogy vármegye déli részén, Barcstól délkeletre, Szentborbástól északra, Lakócsától nyugatra, a Dráva folyó és a horvát határ mellett fekszik. A szomszédos települések a határ magyar oldalán: északnyugat felől Drávagárdony, észak felől Potony, kelet felől Lakócsa, délkelet felől pedig Szentborbás. A határ túloldalán a legközelebbi település a horvátországi Detkovac (Detkovac).

### Megközelítése
Zsáktelepülésnek tekinthető, mivel közúton csak egy útvonalon közelíthető meg, az 5804-es útról Potony központjában leágazó 58 163-as számú mellékúton. Egy rövid szakaszon a határszélét követve húzódik az 5825-ös út Szentborbás és Lakócsa közti szakasza, de a községhez tartozó lakott helyeket nem érint.
A településen áthalad az EuroVelo nemzetközi kerékpárút-hálózat 13. számú, „Vasfüggöny” útvonalának horvát-magyar határ menti szakasza, amelynek a Drávatamási és Drávasztára közti 3. számú etapja érinti a falut.

## Története
A település területe a középkorban Barcs tartozéka volt; a mai települést a pannonhalmi főapátsági dézsmajegyzékben, 1660-ban említették először, mint a székesfehérvári őrkanonokság (custodiatus) és az Istvánffy család birtokát.
1715 előtt elpusztult, 1715-ben is csak öt háztartást írtak itt össze. 1715 után tótokat telepítettek ide, akik újból felépítették a falut. 1726-tól a zselicszentjakabi apátság birtoka lett.
A falu lakott hely volt a középkorban is, erre utal többek között, hogy katolikus temploma a 15. századból való. Ezt a gótikus templomot építették át 1750-ben barokk stílusban. Az 1772. évi megyei összeírás már úgy említette, hogy a lakosság a horvát nyelvet beszéli. Az itt élő horvátság nemzetiségi kultúráját a szomszéd faluban, Lakócsán a tájház mutatja be.

## Közélete

### Polgármesterei
- 1990–1994: Bunyevácz Gyula (független)[5]
- 1994–1998: Schutzmann István (független)[6]
- 1998–2002: Iliásics János (független)[7]
- 2002–2006: Iliásics János (független horvát kisebbségi)[8]
- 2006–2010: Iliásics János (független)[9]
- 2010–2014: Varga Zoltán (független)[10]
- 2014–2019: Varga Zoltán (független)[11]
- 2019–2024: Varga Zoltán (független)[12]
- 2024– : Varjuné Kazinczi Szilvia (független)[1]

## Népesség
A település népességének változása:
| Lakosok száma | 201  | 193  | 196  | 200  | 234  | 206  | 209  |
|               | 2013 | 2014 | 2015 | 2021 | 2022 | 2023 | 2024 |

A 2011-es népszámlálás során a lakosok 82,1%-a magyarnak, 4,1% cigánynak, 58,5% horvátnak, 2,1% németnek, 1,5% románnak mondta magát (5,1% nem nyilatkozott; a kettős identitások miatt a végösszeg nagyobb lehet 100%-nál). A vallási megoszlás a következő volt: római katolikus 77,4%, református 3,6%, evangélikus 0,5%, felekezeten kívüli 5,1% (9,7% nem nyilatkozott).
2022-ben a lakosság 44%-a vallotta magát magyarnak, 57,7% horvátnak, 2,1% németnek, 0,4% lengyelnek, 0,4% görögnek, 1,7% egyéb, nem hazai nemzetiségűnek (8,1% nem nyilatkozott; a kettős identitások miatt a végösszeg nagyobb lehet 100%-nál). Vallásuk szerint 56,8% volt római katolikus, 3% református, 0,4% ortodox, 1,7% egyéb keresztény, 2,1% egyéb katolikus, 13,2% felekezeten kívüli (22,6% nem válaszolt).
A lakosság horvát részének nyelvjárására jellemző, névmás szerint az ún. „kaj” nyelvjárást beszélik, tehát ezért nevezik őket kajkávácoknak. A mellette lévő Szentborbáson és Lakócsán élő horvát kisebbség is a kájkávácok közé tartozik.

## Nevezetes személyek
- Simek Kitty

## Külső hivatkozások
- Tótújfalu az utazom.com honlapján